# Rose Marie (film 1936)
Rose Marie è un film del 1936 diretto da W. S. Van Dyke.
Il soggetto è tratto da un'omonima operetta con le musiche di Rudolf Friml e Herbert Stothart, parole di Otto Harbach e Oscar Hammerstein II.

## Trama
Marie de Flor, un soprano canadese, viene informata da un uomo di nome Boniface, mandato da suo fratello, che quest'ultimo è fuggito di prigione e ha ucciso una Giubba Rossa. Decide dunque di partire per aiutarlo.
Intanto al sergente Bruce viene affidata una nuova missione: trovare il fuggitivo Jack Flower.
Boniface abbandona presto Marie, dopo averla derubata. Marie incontra il sergente Bruce, che insiste per farle denunciare il furto subito. Chiedendole il suo nome, Marie gli dice di chiamarsi "Rose", ma il sergente la riconosce. Marie ritrova in seguito Boniface e riparte con lui, ma Bruce scopre che Marie è la sorella di Jack Flower e decide di seguirla per farsi condurre da lui. Boniface e Marie attraversano un fiume a cavallo, ma quando lei cade e sta per affogare, Boniface la abbandona di nuovo e viene salvata dal sergente Bruce. Marie, capendo di aver bisogno del suo aiuto, decide di mettersi in viaggio con il sergente. Dopo essersi separati, Marie trova Jack e cerca di convincerlo a cambiare vita, ma irrompe Bruce che lo arresta, nonostante le suppliche di Marie.
Non si sa più nulla di Jack, ma Marie torna a casa e riprende a cantare. Dopo essere svenuta sul palco durante un'esibizione, decide di non cantare più per sei mesi. Intona "Indian Love Call" e il Sergente Bruce, che è tornato da lei, si unisce a lei.

## Produzione
Il film doveva essere originariamente girato a colori, ma quando il progetto fu accantonato, il truccatore Fred Phillips spiegò che gli fu imposto di marcare e di peggiorare il trucco di Nelson Eddy. Secondo Phillips, l'ordine giunse da Louis B. Mayer, astioso nei confronti dell'attore a causa della sua relazione personale con Jeanette MacDonald. 

## Distribuzione
Distribuito dalla Metro-Goldwyn-Mayer (MGM) e, (non accreditata), dalla Loew's, il film uscì nelle sale cinematografiche USA il 1º febbraio 1936.

## Canzoni
- Indian Love Call
- Pardon Me, Madame
- Song of the Mounties
- Rose Marie
- Just For You

## Altre versioni
- 1928 Rose Marie con Joan Crawford
- 1954 Rose Marie in Eastmancolor-technicolor, con Ann Blyth e Howard Keel